# Xã North Frankfort, Quận Knox, Nebraska
Xã North Frankfort (tiếng Anh: North Frankfort Township) là một xã thuộc quận Knox, tiểu bang Nebraska, Hoa Kỳ. Năm 2010, dân số của xã này là 172 người.